# Dryxo nudicorpus
Dryxo nudicorpus är en tvåvingeart som beskrevs av Ichiro Miyagi 1977. Dryxo nudicorpus ingår i släktet Dryxo och familjen vattenflugor. Inga underarter finns listade i Catalogue of Life.